# Walter Citrine, 1. Baron Citrine

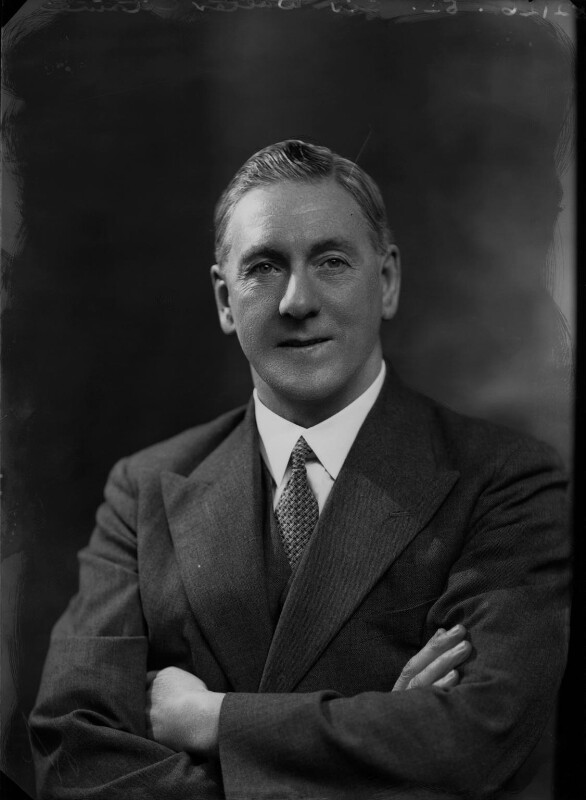
Walter Citrine, 1936

Walter McLennan Citrine, 1. Baron Citrine GBE PC (* 22. August 1887 in Wallasey oder Liverpool; † 22. Januar 1983 in Brixham) war ein britischer Gewerkschafter und Politiker.
Von 1926 bis 1946 war er Generalsekretär des Trades Union Congress. Er war 1928 bis 1945 Vorsitzender des  Internationalen Gewerkschaftsbundes und wurde 1946 der erste Präsident des Weltgewerkschaftsbundes. Die britischen Gewerkschaften hatten zu diesem Zeitpunkt eine starke gesellschaftliche Stellung. Citrine vertrat daher die Meinung, es sei deshalb an der Zeit, dass diese mehr Verantwortung übernähmen: «the Trade Unions have passed from the era of propaganda to that of responsibility».
Am 3. Juni 1935 wurde er zum Knight Commander des Order of the British Empire geschlagen und damit in den persönlichen Adelsstand erhoben. Am 12. Juni 1958 wurde er zum Knight Grand Cross des Order of the British Empire erhoben und 1940 in den Kronrat (Privy Council) aufgenommen. Am 16. Juli 1946 wurde ihm der erbliche Adelstitel Baron Citrine, of Wembley in the County of Middlesex, verliehen, wodurch er Mitglied des House of Lords wurde.